# کاستلنو دی باگس
کاستلنو دی باگس (به اسپانیایی: Castellnou de Bages) یک منطقهٔ مسکونی در اسپانیا است که در باگیس واقع شده‌است. کاستلنو دی باگس ۲۹٫۲ کیلومتر مربع مساحت دارد.